# Kirill Vlagyimirovics Szidorenko
Kirill Vlagyimirovics Szidorenko (oroszul: Кирилл Владимирович Сидоренко) (1983. március 30.) orosz profi jégkorongozó.

## Karrier
Komolyabb karrierjét az orosz másodligában kezdte 2001-ben. A következő szezont már az első osztályban kezdte. A 2002-es NHL-drafton a Dallas Stars választotta ki a hatodik kör 180. helyén. 2003–2004-ben ismét a másodosztályban játszott két és csapatban is megfordult. Másfél szezont játszott a harmadosztályban majd 2005-ben ismét felkerült a másodosztályba ahol 2006-ig játszott. A következő idényben négy mérkőzést játszott a harmadosztályban majd a szezon többi részét az elsőosztályban töltötte. 2007 óta csak a másodosztályban játszik.

## Külső hivatkozások
- Statisztika
- Statisztika